# Марек Лемсалу
Марек Лемсалу (ест. Marek Lemsalu; нар. 24 листопада 1972, Пярну, Естонська РСР) — естонський футболіст, центральний захисник.

## Клубна кар'єра

### Ранні роки
Футбольну кар'єру розпочав 1988 року в команді рідного міста КЕК (Пярну) в чемпіонаті Естонської РСР. Потім грав за «Есті Тостус» у вище вказаному турнірі. У 1989 році став гравцем представника другої радянської ліги «Спорт» (Таллінн). У 1990 році повернувся до МЕК (Пярну).

### «Флора»
У 1992 році підписав контракт з представником новоствореної Мейстріліги «Флорою». У складі команди ставав переможцем національного чемпіонату в сезонах 1993/94, 1994/95, 1997/98 та 1998 років. У грудні 1997 року побував на перегляді в «Барнслі», який на той час виступав в англійській Прем'єр-лізі, але до підписання контракту справа так і не дійшла.

#### Оренда в «Майнц 05»
У 1996 році за 1 мільйон естонських крон відправився в сезонну оренду до «Майнца 05», який виступав у Другій Бундеслізі.

### «Стремсгодсет»
У 1999 році підписав контракт з представником норвезької Тіппеліги «Стремсгодсет». Дебютував у Тіппелізі 8 серпня того ж року в програному 0:2 поєдинку проти «Мольде».

### «Тулевік»
У 2000 році повернувся до Естонії, де став гравцем «Тулевіка».

### «Старт»
У 2001 році підсилив норвезький «Старт» з Першого дивізіону. Допоміг команді посісти друге місце в першості Норвегії та вийти до Тіппеліги. Дебютував у новій команді 22 квітня в нічийному (1:1) матчі з «Гам-Камом».

### «Брюне»
11 грудня 2002 року підписав 3-річний контракт з представником Тіппеліги «Брюне». Вперше за команду зіграв 14 квітня 2002 року в програному (0:1) поєдинку проти «Люна» (Осло).

### «Левадія»
17 січня 2006 року повернувся до Мейстріліги, став гравцем «Левадії». «Левадія» дійшла до першого раунду кубку УЄФА 2006/07, але програла «Ньюкасл Юнайтед» із загальним рахунком 1:3. У 2006 році змінив Костянтина Васильєва на посаді капітана команди. У 2006 році став переможцем Майстерліги та визнаний гравцем року вище вказаного турніру. Після цього ще два рази поспіль вигравав Мейстерлігу, в 2007 і 2008 роках. Завершив професіональну кар'єру 2008 року, свій останній матч провів 15 листопада 2008 року проти ТВМК.

## Кар'єра в збірній
У футболці національної збірної Естонії дебютував 11 липня 1992 року в нічийному (1:1) поєдинку Балтійського кубку 1992 проти Литви. У 1995 та 1996 році був капітаном команди. Першим голом за естонську збірну відзначився 22 червня 1997 року в переможному (4:1) домашньому товариському матчі проти Андорри. Востаннє футболку національної команди одягав 28 березня 2007 року в поєдинку кваліфікації чемпіонату Європи 2008 проти Ізраїлю. Загалом за збірну Естонії зіграв 86 матчів та відзначився 3-ма голами.

## Особисте життя
Донька Марека, Лійс Лемсалу, співачка, переможниця 4-го сезону Eesti otsib superstaari (естонська версія Idol).

## Статистика виступів

### Клубна
| Клуб                  | Сезон             | Ліга              | Ліга  | Ліга | Кубок | Кубок | Єврокубки | Єврокубки | Інші  | Інші | Total | Total |
| Клуб                  | Сезон             | Дивізіон          | Матчі | Голи | Матчі | Голи  | Матчі     | Голи      | Матчі | Голи | Матчі | Голи  |
| --------------------- | ----------------- | ----------------- | ----- | ---- | ----- | ----- | --------- | --------- | ----- | ---- | ----- | ----- |
| КЕК (Пярну)           | 1988              | Друга ліга        | 12    | 0    |       |       | —         | —         | —     | —    | 12    | 0     |
| КЕК (Пярну)           | 1989              | Друга ліга        | 17    | 2    |       |       | —         | —         | —     | —    | 17    | 2     |
| КЕК (Пярну)           | Загалом           | Загалом           | 29    | 2    |       |       | —         | —         | —     | —    | 29    | 2     |
| «Есті Тостус»         | 1989              | Коргліга          | 1     | 0    |       |       | —         | —         | —     | —    | 1     | 0     |
| «Спорт» (Таллінн)     | 1989              | Друга ліга СРСР   | 4     | 0    |       |       | —         | —         | —     | —    | 4     | 0     |
| «Спорт» (Таллінн)     | 1990              | Балтійська ліга   | 22    | 0    |       |       | —         | —         | —     | —    | 22    | 0     |
| «Спорт» (Таллінн)     | Загалом           | Загалом           | 26    | 0    |       |       | —         | —         | —     | —    | 26    | 0     |
| МЕК (Пярну)           | 1990              | Коргліга          | 16    | 1    |       |       | —         | —         | —     | —    | 16    | 1     |
| МЕК (Пярну)           | 1991              | Коргліга          | 23    | 3    |       |       | —         | —         | —     | —    | 23    | 3     |
| МЕК (Пярну)           | Загалом           | Загалом           | 39    | 4    |       |       | —         | —         | —     | —    | 39    | 4     |
| «Флора»               | 1992              | Мейстріліга       | 8     | 1    |       |       | —         | —         | —     | —    | 8     | 1     |
| «Флора»               | 1992–93           | Мейстріліга       | 18    | 5    |       |       | —         | —         | —     | —    | 18    | 5     |
| «Флора»               | 1993–94           | Мейстріліга       | 15    | 1    |       |       | —         | —         | —     | —    | 15    | 1     |
| «Флора»               | 1994–95           | Мейстріліга       | 19    | 3    |       |       | 1         | 0         | 3     | 0    | 23    | 3     |
| «Флора»               | 1995–96           | Мейстріліга       | 24    | 3    |       |       | 2         | 0         | 3     | 0    | 29    | 3     |
| «Флора»               | 1996–97           | Мейстріліга       | 4     | 1    |       |       | 2         | 0         | —     | —    | 6     | 1     |
| «Флора»               | 1997–98           | Мейстріліга       | 18    | 1    |       |       | 2         | 0         | —     | —    | 20    | 1     |
| «Флора»               | 1998              | Мейстріліга       | 5     | 0    |       |       | 1         | 0         | 0     | 0    | 6     | 0     |
| «Флора»               | 1999              | Мейстріліга       | 8     | 2    |       |       | 1         | 0         | —     | —    | 9     | 2     |
| «Флора»               | Загалом           | Загалом           | 119   | 17   |       |       | 9         | 0         | 6     | 0    | 134   | 17    |
| «Майнц 05» (оренда)   | 1996–97           | Друга Бундесліга  | 16    | 0    | 0     | 0     | —         | —         | —     | —    | 16    | 0     |
| «Курессааре» (оренда) | 1998              | Есілііга          | 1     | 0    | 0     | 0     | —         | —         | 0     | 0    | 1     | 0     |
| «Стремсгодсет»        | 1999              | Тіппеліга         | 8     | 0    | 0     | 0     | —         | —         | 0     | 0    | 8     | 0     |
| «Тулевік»             | 2000              | Мейстріліга       | 20    | 6    |       |       | 1         | 0         | 0     | 0    | 21    | 6     |
| «Старт»               | 2001              | Перший дивізіон   | 29    | 2    | 3     | 0     | —         | —         | —     | —    | 32    | 2     |
| «Брюне»               | 2002              | Тіппеліга         | 26    | 4    | 3     | 1     | —         | —         | —     | —    | 29    | 5     |
| «Брюне»               | 2003              | Тіппеліга         | 25    | 1    | 3     | 0     | —         | —         | —     | —    | 28    | 1     |
| «Брюне»               | 2004              | Перший дивізіон   | 30    | 1    | 5     | 0     | —         | —         | —     | —    | 35    | 1     |
| «Брюне»               | 2005              | Перший дивізіон   | 29    | 4    | 4     | 0     | —         | —         | —     | —    | 33    | 4     |
| «Брюне»               | Загалом           | Загалом           | 110   | 10   | 15    | 1     | —         | —         | —     | —    | 125   | 11    |
| «Левадія»             | 2006              | Мейстріліга       | 33    | 5    |       |       | 6         | 0         | —     | —    | 39    | 5     |
| «Левадія»             | 2007              | Мейстріліга       | 30    | 6    |       |       | 4         | 0         | 7     | 0    | 41    | 6     |
| «Левадія»             | 2008              | Мейстріліга       | 28    | 4    |       |       | 2         | 0         | 7     | 1    | 37    | 5     |
| «Левадія»             | Загалом           | Загалом           | 91    | 15   |       |       | 12        | 0         | 14    | 1    | 111   | 16    |
| Усього за кар'єру     | Усього за кар'єру | Усього за кар'єру | 489   | 56   | 18    | 1     | 22        | 0         | 20    | 1    | 549   | 58    |

1. ↑  У тому числі й матчі Кубку Співдружності, Суперкубку Естонії, Балтійської ліги та Кубку Лівонії

### У збірній

#### По матчах
| Національна збірна | Рік     | Матчі | Голи |
| ------------------ | ------- | ----- | ---- |
| Естонія            |         |       |      |
| 1992               | 1       | 0     |      |
| 1993               | 6       | 0     |      |
| 1994               | 12      | 0     |      |
| 1995               | 7       | 0     |      |
| 1996               | 10      | 0     |      |
| 1997               | 13      | 1     |      |
| 1998               | 5       | 0     |      |
| 1999               | 10      | 0     |      |
| 2000               | 9       | 0     |      |
| 2001               | 3       | 0     |      |
| 2003               | 6       | 1     |      |
| 2004               | 2       | 1     |      |
| 2007               | 2       | 0     |      |
| Загалом            | Загалом | 86    | 3    |

#### Голи за збірну
| № | Дата           | Місце                                         | Суперник | Рахунок | Результат | Змагання                             |
| - | -------------- | --------------------------------------------- | -------- | ------- | --------- | ------------------------------------ |
| 1 | 22 червня 1997 | Курессааре Ліннастадіон, Курессааре, Естонія  | Андорра  | 2–0     | 4–1       | Товариський матч                     |
| 2 | 20 серпня 2003 | А. Ле Кок Арена, Таллінн, Естонія             | Польща   | 1–2     | 1–2       | Товариський матч                     |
| 3 | 14 лютого 2004 | Національний стадіон Та'Калі, Та-Калі, Мальта | Білорусь | 2–0     | 2–1       | Мальтійський міжнародний турнір 2004 |

## Досягнення

### Клубні
МЕК (Пярну)
- Кубок Естонії
  -  Володар (1): 1990

«Флора»
- Мейстріліга
  -  Чемпіон (6): 1993/94, 1994/95, 1997/98, 1998

- Кубок Естонії
  -  Володар (1): 1994/95

«Левадія»
- Мейстріліга
  -  Чемпіон (3): 2006, 2007, 2008

- Кубок Естонії
  -  Володар (1): 2006/07

Індивідуальні
- Футболіст року в Естонії (1): 1996
- Найкращий футболіст сезону в Мейстрілізі (1): 2006